# هانز فون بوينبورغ-لينجسفيلد

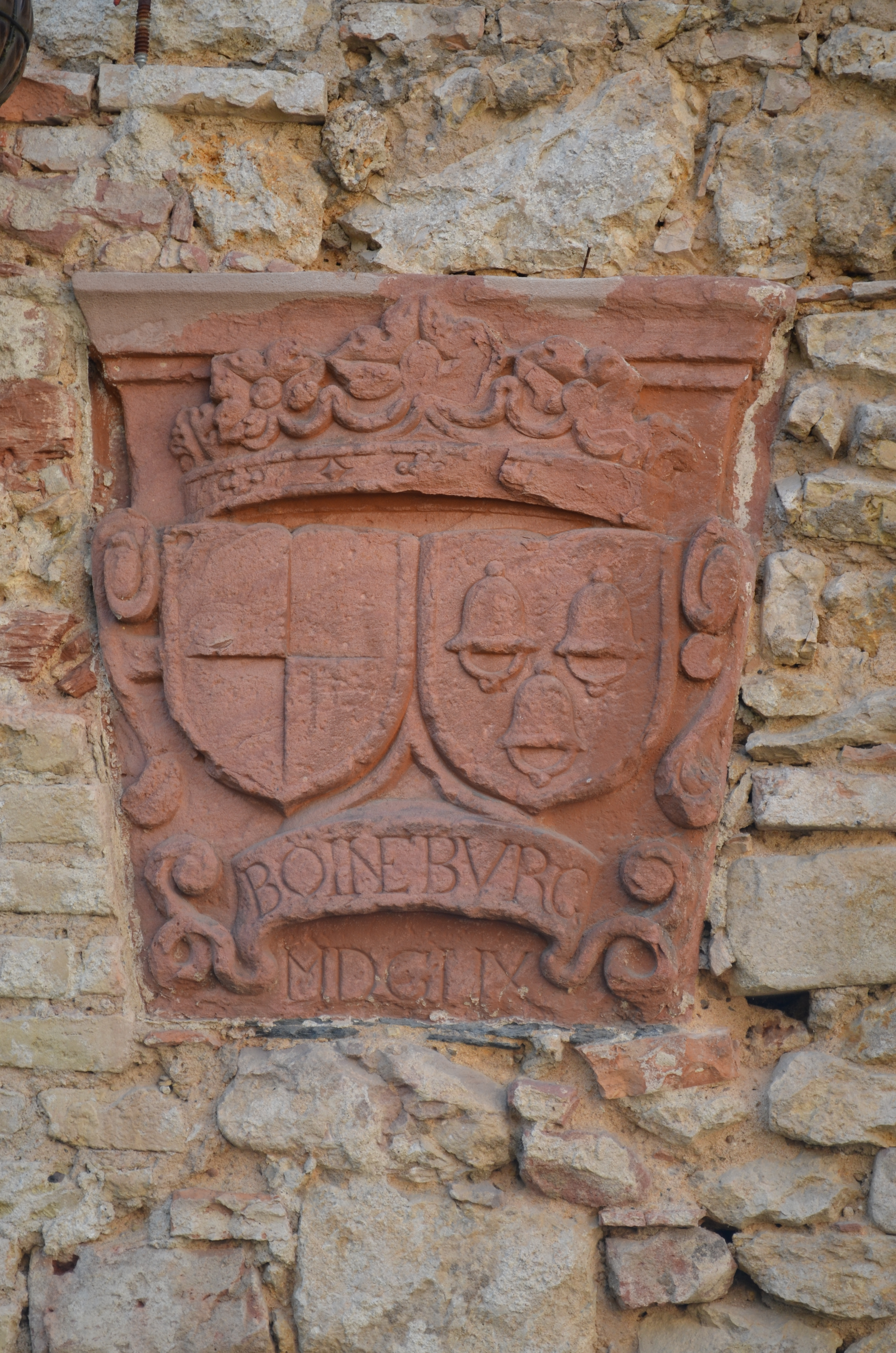

هانز فون بوينبورغ-لينجسفيلد (بالألمانية: Wilhelm Georg Gustav Botho Rudolf Hans Reichsfreiherr von Boineburg-Lengsfeld) (9 يونيو 1889 - 20 نوفمبر 1980) كان جنرالًا ألمانيًا في الفيرماخت في ألمانيا النازية الذي قاد فرقي بانزر الرابع والثالث والعشرين خلال الحرب العالمية الثانية. كما حصل أيضًا على وسام الفارس الصليبي الحديدي لألمانيا النازية.

## سيرة شخصية
ولد في تورنغن، انضمألى جيش القيصرية الألمانية في عام 1910.، وقاتل في الحرب العالمية الأولى. في فترة ما بين الحربين، خدم في الرايخويهر ومن ثم الفيرماخت. قاد فوج المدفعية الأول من عام 1938 إلى عام 1939 قبل أن يُعطى قيادة لواء شوتزين الرابع (البندقية)  من فرقة بانزر الرابعة التي حاربت في غزو بولندا. قاد الفرقة مؤقتًا لبضعة أيام في مايو 1940، أثناء الحملة في هولندا،  وحصل على وسام الفارس الصليبي الحديدي في 19 يوليو 1940. أصبح الآن أوبرست (عقيد)،  وقاد فرقة بانزر الرابعة من أواخر يوليو إلى سبتمبر 1940.  ثم تم نقله إلى فرقة بانزر السابعة، حيث أشرف على القيام بواجبات الاحتلال في فرنسا ثم في روسيا أثناء عملية بربروسا. 